# Georg Kloß

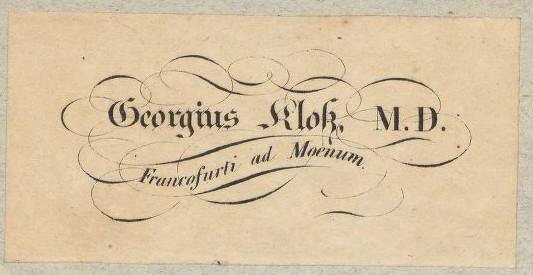
Kloß' exlibris

Johann Georg Burckhard Franz Kloß (ook: Kloss), (Frankfurt am Main, 31 juli 1787 - aldaar, 10 februari 1854) was een Duitse arts en verzamelaar van boeken, vooral bibliografieën, en historicus.

## Leven
Kloß werd door zijn vader, een chirurg, aangemoedigd om geneeskunde te studeren. Hij begon zijn studie aan de Universiteit van Heidelberg en rondde die af aan de Universiteit van Göttingen. Na het doctoraat in de geneeskunde in Göttingen in 1810 begon hij een medische praktijk op de Rochus ziekenhuis in Frankfurt. Zijn medische werkzaamheden verdwenen al gauw naar de achtergrond en hij begon zich meer en meer toe te leggen op het verzamelen van boeken. Zo verzamelde hij een belangrijke collectie boeken over de geschiedenis van medicijnen. Zijn collectie van handschriften was van uitzonderlijke omvang en ging na zijn dood naar de Stadsbibliotheek van Frankfurt.

### Vrijmetselaarschap en Bibliotheca Klossiana
Kloß werd in 1805, op 18-jarige leeftijd opgenomen als een zogenaamde "loufton" (een naam voor een zoon van een vrijmetselaar die ook tot de orde toetreedt) in de vrijmetselaarsloge "Zur Einigkeit" in Frankfurt. In 1828 werd hij door zijn broeders verkozen tot Voorzittend Meester van de Loge. In 1836 werd hij Grootmeester van de Eclectischer Bund. Door verschillende publicaties uit 1842 over de geschiedenis van de vrijmetselarij, werd hij de grondlegger van de maçonnieke historisch onderzoek in Duitsland. Zijn nalatenschap kwam na zijn dood in handen van de Grootmeester van de Orde van Vrijmetselaren onder het Grootoosten der Nederlanden, prins Frederik der Nederlanden. Hij schonk de verzameling, aangeduid als de "Bibliotheca Klossiana" aan de Orde, waarop die het onderbracht in het Cultureel Maçonniek Centrum 'Prins Frederik'.

## Werken
- Annalen der Loge zur Einigkeit, Frankfurt a.M. 1842, Herdruk Graz 1972
- Bibliographie der Freimaurerei, Sauerländer, Frankfurt a.M. 1844, Herdruk 1970
- Die Freimaurerei in ihrer wahren Bedeutung aus den alten und ächten Urkunden der Steinmetzen, Masonen und Freimaurer nachgewiesen, Klemm, Leipzig 1846, Herdruk 1970
- Geschichte der Freimaurerei in England, Irland und Schottland, 1848, Herdruk 1971
- Geschichte der Freimaurerei in Frankreich, aus echten Urkunden dargestellt, 2 Bde., Jonghans, Darmstadt 1852 en 1853
- Brüder lagert euch im Kreise
- Das Idiotikon der Burschensprache, heruitgave met een inleiding van Carl Manfred Frommel, Frankfurt a. M. 1931

## Secundaire literatur
- Otto Deneke: Alte Göttinger Landsmannschaften. Göttingen 1937.
- Eugen Lennhoff, Oskar Posner und Dieter A. Binder: Internationales Freimaurerlexikon, Herziene en uitgebreide editie van de uitgave van 1932, München 2003, ISBN 3-7766-2161-3
- Franz Stadtmüller (Hrsg.): Geschichte des Corps Hannovera zu Göttingen 1809 - 1959. Göttingen 1963, S. 27 ff.